# Kirsten Knip
Kirsten Knip est une joueuse néerlandaise de volley-ball née le 14 septembre 1992 à Enkhuizen. Elle mesure 1,78 m et joue au poste de libero. Elle totalise 120 sélections en équipe des Pays-Bas.

## Clubs
| Club                   | De        | À         |
| ---------------------- | --------- | --------- |
| VV Madjoe              | 2002-2003 | 2006-2007 |
| VV Simokos             | 2007-2008 | 2007-2008 |
| HAN Volleybal          | 2008-2009 | 2009-2010 |
| TVC Amstelveen         | 2010-2011 | 2010-2011 |
| VV Alterno             | 2011-2012 | 2011-2012 |
| Sliedrecht Sport       | 2012-2013 | 2013-2014 |
| Istres OPVB            | 2014-2015 | 2014-2015 |
| Rote Raben Vilsbiburg  | 2015-2016 | 2015-2016 |
| Ladies in Black Aachen | 2016-2017 | 2018-2019 |
| CS Volei Alba-Blaj     | 2019-2020 | …         |

## Palmarès

### Équipe nationale
- Championnat d'Europe
  - Finaliste : 2015, 2017.

### Clubs
- Championnat des Pays-Bas
  - Vainqueur : 2013.
  - Finaliste : 2014.
- Supercoupe des Pays-Bas
  - Vainqueur : 2010, 2013.
  - Finaliste : 2012.
- Championnat de Roumanie
  - Vainqueur : 2020.